# Paradelphomyia (Oxyrhiza) aequatorialis
Paradelphomyia (Oxyrhiza) aequatorialis is een tweevleugelige uit de familie steltmuggen (Limoniidae). De soort komt voor in het Neotropisch gebied.